# 新井村 (岐阜県羽島郡)
新井村（あらいむら）は、かって岐阜県羽島郡にあった村である。
現在の羽島市正木町新井などに該当する。
かつては中島郡であったが、郡の合併で羽島郡の村となっている。

## 歴史
- 1889年（明治22年）7月1日 - 町村制により新井村発足。
- 1897年（明治30年）4月1日[1] - 羽栗郡と中島郡が合併して羽島郡となる。当村は羽島郡の所属となる。
- 1897年（明治30年）4月1日 - 坂丸村、光法寺村、南及村、森村、不破一色村、大浦村、曲利村、須賀村、三ツ柳村と合併し、正木村発足。同日新井村は廃止になる。